# José Guadalupe Martínez
José Guadalupe Martínez Álvarez (León, 27 gennaio 1983) è un ex calciatore messicano, di ruolo portiere.